# Жанакала (Аркалицька міська адміністрація)
Жанакала́ (каз. Жаңақала) — село у складі Аркалицької міської адміністрації Костанайської області Казахстану. Адміністративний центр та єдиний населений пункт Жанакалинського сільського округу.
Населення — 300 осіб (2021; 411 у 2009, 588 у 1999, 820 у 1989).